# Jérémie Ouédraogo

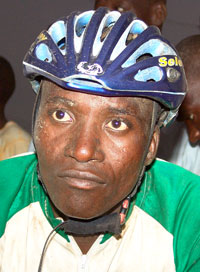
Jérémie Ouédraogo 2010

Rabaki Jérémie Ouédraogo (* 1. Januar 1973 in Kokologho, Obervolta, heute Burkina Faso) ist ein ehemaliger Radrennfahrer aus dem westafrikanischen Staat Burkina Faso.
Ouédraogo wurde 2004 Vierter in der Gesamtwertung der Tour du Faso. Im folgenden Jahr gewann er den nationalen Meistertitel im Straßenrennen. Im November stand er in der Gesamtwertung der Tour du Faso, der Rundfahrt durch sein Heimatland, ganz oben. Er war dort außerdem auf zwei Tagesabschnitten der Schnellste. In der nächsten Saison gewann er die Boucle du Coton und wurde erneut burkinischer Meister. Durch seine Erfolge entschied er die Gesamtwertung der UCI Africa Tour 2006 für sich und sein Land durfte mit drei Fahrern bei den Straßen-Radweltmeisterschaften in Salzburg starten, wo er einen Startplatz belegte. Er musste das Rennen, wie auch seine beiden Teamkollegen, jedoch aufgrund des hohen Tempos frühzeitig aufgeben.
Seine Karriere hatte 1996 mit einem Rennen in Boussé begonnen, danach kam er zum Radsportklub in Somgandé, einem Viertel von Ouagadougou, später zu den Vereinen AS-SIFA Ouagadougou, ASFA-Yennenga Ouagadougou und schließlich dem Racing Club Kadiogo. Dort machte ihm das schwache Niveau seiner Teamkollegen effektives Training schwer, seit 2001 konnte er schließlich in Frankreich trainieren.

## Erfolge
2007
- eine Etappe Tour du Faso

2005
- drei Etappen Boucle du Coton
- Burkinischer Meister – Straßenrennen
- Gesamtwertung und drei Etappen Tour du Faso

2006
- Burkinischer Meister – Straßenrennen
- Gesamtwertung und zwei Etappen Boucle du Coton
- Gesamtwertung UCI Africa Tour

2007
- zwei Etappen Boucle du Coton

2009
- Burkinischer Meister – Straßenrennen